# Premiul Sidewise

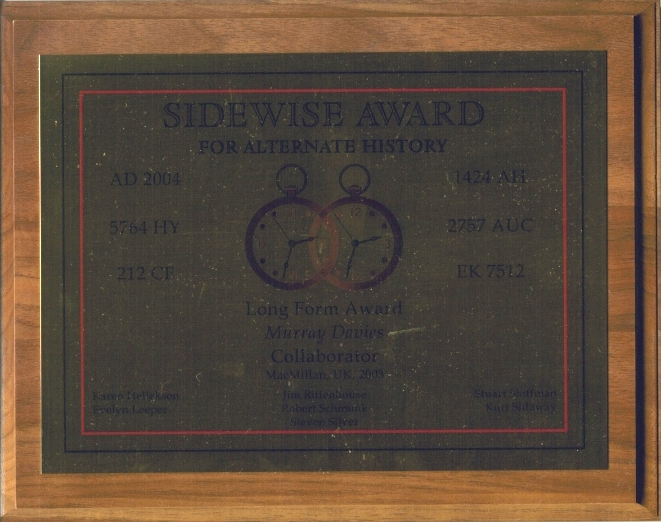
Premiul Sidewise pentru romanul Collaborator de Murray Davies

Premiul „Sidewise” pentru Istorie Alternativă (Sidewise Awards for Alternate History) a fost creat în 1995 pentru a recunoaște cea mai bună povestire de istorie alternativă.

## Prezentare
Numele premiului se bazează pe povestirea scurtă din 1934, "Sidewise in Time" de Murray Leinster, în care o furtună ciudată provoacă porțiuni ale Pământului să se schimbe cu variantele lor din cronologii alternative.
Premiile au fost create de Steven H Silver, Evelyn C. Leeper și Robert B. Schmunk. De-a lungul anilor, numărul judecătorilor a fluctuat între trei și opt, inclusiv judecătorii din Regatul Unit și din Africa de Sud.
În fiecare an, sunt oferite două premii, de obicei la World Science Fiction Convention. Premiul pentru scrieri scurte este oferit unei lucrări cu o lungime de până la 60.000 de cuvinte. Premiul pentru scrieri lungi este acordat unei opere cu mai mult de 60.000 de cuvinte, incluzând atât romane, cât și serii complete. Dacă doresc, judecătorii pot oferi un premiu special pentru un autor sau o lucrare publicate înainte de apariția premiului.

## Câștigători

### Scrieri scurte
1995 – Stephen Baxter, "Brigantia's Angels"
1996 – Walter Jon Williams, "Foreign Devils" (in War of the Worlds: Global Dispatches)
1997 – William Sanders, "The Undiscovered"
1998 – Ian R. MacLeod, "The Summer Isles"
1999 – Alain Bergeron, "The Eighth Register" (translated by Howard Scott)
2000 – Ted Chiang, "Seventy-two Letters"
2001 – Ken MacLeod, "The Human Front"
2002 – William Sanders, "Empire"
2003 – Chris Roberson, "O One"
2004 – Warren Ellis, The Ministry of Space
2005 – Lois Tilton, "Pericles the Tyrant"
2006 – Gardner Dozois, "Counterfactual"
2007 – (împărțit): Michael Flynn, "Quaestiones Super Caelo Et Mundo" & Kristine Kathryn Rusch, "Recovering Apollo 8"
2008 – Mary Rosenblum, "Sacrifice"
2009 – Alastair Reynolds, "The Fixation"
2010 – Alan Smale, "A Clash of Eagles"
2011 – Lisa Goldstein, "Paradise Is a Walled Garden"
2012 – Rick Wilber, "Something Real"
2013 – Vylar Kaftan, "The Weight of the Sunrise"
2014 – Ken Liu, "The Long Haul: From the Annals of Transportation, The Pacific Monthly, May 2009"
2015 – Bill Crider, "It Doesn't Matter Anymore"
2016 – (împărțit): Daniel M. Bensen, "Treasure Fleet" & Adam Rovner, "What If the Jewish State Had Been Established in East Africa"
2017 – Harry Turtledove, "Zigeuner"

### Scrieri lungi
1995 – Paul J. McAuley, Pasquale's Angel
1996 – Stephen Baxter, Voyage
1997 – Harry Turtledove, How Few Remain
1998 – Stephen Fry, Making History
1999 – Brendan DuBois, Resurrection Day
2000 – Mary Gentle, Ash: A Secret History
2001 – J. N. Stroyar, The Children's War
2002 – (împărțit): Martin J. Gidron (name since changed to Martin Berman-Gorvine), The Severed Wing & Harry Turtledove, Ruled Britannia
2003 – Murray Davies, Collaborator
2004 – Philip Roth, The Plot Against America
2005 – Ian R. MacLeod, The Summer Isles
2006 – Charles Stross, The Family Trade, The Hidden Family, and The Clan Corporate
2007 – Michael Chabon, The Yiddish Policemen's Union
2008 – Chris Roberson, The Dragon's Nine Sons
2009 – Robert Conroy, 1942
2010 – Eric G. Swedin, When Angels Wept: A What-If History of the Cuban Missile Crisis
2011 – Ian R. MacLeod, Wake Up and Dream
2012 – C. J. Sansom, Dominion
2013 – (împărțit) D.J. Taylor, The Windsor Faction & Bryce Zabel, Surrounded by Enemies: What If Kennedy Survived Dallas?
2014 – Kristine Kathryn Rusch, The Enemy Within
2015 – Julie Mayhew, The Big Lie
2016 – Ben H. Winters, Underground Airlines
2017 – Bryce Zabel, Once There Was a Way

### Premii Speciale
Special Achievement
1995 – L. Sprague de Camp, pentru întreaga carieră
1997 – Robert Sobel: For Want of a Nail
1999 – Randall Garrett: Seria Lord Darcy

## Legături externe
- http://www.uchronia.net/sidewise/ Site-ul oficial